# Swear It Again
"Swear It Again" este o melodie interpretată de Westlife, lansată ca primul single al trupei. A ocupat locul 1 în Regatul Unit timp de două săptămâni. A fost vândut în 182.000 de exemplare în primele două săptămâni și a stat 13 săptămâni în topuri. Acesta a fost primul din cele 14 single-uri numărul unu ale trupei. Până acum este singurul single Westlife care să intre în topurile americane, ocupând locul 20 și a fost pe locul 75 în Billboard Hot 100 Year End Chart în 2000. Single-ul a fost vândut până acum în 365.000 de exemplare în Regatul Unit iar în Statele Unite a ocupat locul 2 în Billboard Single Sales Chart, obținând Discul de Aur.

## Informații
"Swear It Again" este cunoscută ca fiind, alături de "Flying Without Wings", una din primele două melodii pe care Steve Mac le-a compus atât pentru Westlife cât și pentru Simon Cowell. Succesul acestor două melodii l-au făcut pe Mac prima alegere a lui Cowell ca și compozitor și producător.

## Lista de melodii

### Regatul Unit CD 1
1. "Swear It Again" (Radio Edit) - 4:04
2. "Forever" - 5:05
3. CD-Rom (Interviu și videoclipuri)

### Regatul Unit CD 2
1. "Swear It Again" (Radio Edit) - 4:04
2. "Swear It Again" (Rockstone Mix) - 4:07
3. Interviu cu Ronan Keating - 3:36

### Australia
1. "Swear It Again" (Radio Edit) - 4:04
2. "Swear It Again" (Rockstone Mix) - 4:07
3. "Forever" - 5:05
4. Interviu cu Ronan Keating - 3:36
5. CD-Rom (Interviu și videoclipuri)

### Japonia
1. "Swear It Again" (Radio Edit) - 4:04
2. "Until the End of Time" - 3:12
3. "Let's Make Tonight Special" - 4:57
4. "Don't Calm the Storm" - 3:47
5. "Forever" - 5:05
6. "Everybody Knows" - 4:09
7. Interviu Ronan Keating - 3:36

### Statele Unite
1. "Swear It Again" (Radio Edit) - 4:04
2. Snippets (My Private Movie, I Don't Wanna Fight, Can't Lose What You Never Had, Flying Without Wings)

## Videoclip
Videoclipul britanic are trupa într-un mini-teatru cântând pe o scenă cu podea iluminată și cu fața către un ecran cu filmări în alb-negru ale sesiunii de înregistrări a melodiei. Această versiune a fost regizată de Wayne Isham și a fost difuzată prima dată în mai 1999. Videoclipul din Statele Unite are trupa într-o spălătorie de mașini și spălând o mașină albă. Această versiune a fost regizată de Nigel Dick și difuzată prima dată în iunie 2000.

## Performanțele din topuri
| Țara          | Locul |
| ------------- | ----- |
| Regatul Unit  | 1     |
| Irlanda       | 1     |
| Belgia        | 10    |
| Noua Zeelandă | 1     |
| Suedia        | 12    |
| Canada        | 21    |
| Australia     | 12    |
| Elveția       | 25    |
| Statele Unite | 20    |
| Olanda        | 27    |